# Aphylla angustifolia
Aphylla angustifolia – gatunek ważki z rodziny gadziogłówkowatych (Gomphidae). Występuje na terenie Ameryki Północnej i Ameryki Środkowej.